# Смешанная парная сборная Беларуси по кёрлингу
Смешанная парная сборная Беларуси по кёрлингу — смешанная национальная сборная команда (составленная из одного мужчины и одной женщины), представляет Беларусь на международных соревнованиях по кёрлингу. Управляющей организацией выступает Белорусская ассоциация кёрлинга (англ. Belarusian Curling Association).

## Результаты выступлений

### Чемпионаты мира
| Год       | Место          | Игры           | Победы         | Поражения      | Состав (женщина, мужчина, тренер)                             |
| --------- | -------------- | -------------- | -------------- | -------------- | ------------------------------------------------------------- |
| 2008—2013 | не участвовали | не участвовали | не участвовали | не участвовали | не участвовали                                                |
| 2014      | 31             | 8              | 1              | 7              | Екатерина Кириллова, Дмитрий Кириллов                         |
| 2015      | 29             | 9              | 0              | 9              | Екатерина Кириллова, Дмитрий Кириллов                         |
| 2016      | 26             | 6              | 2              | 4              | Полина Петрова, Павел Петров, Александр Орлов (тренер)        |
| 2017      | 22             | 7              | 3              | 4              | Екатерина Кириллова, Илья Шоломицкий                          |
| 2018      | 21             | 7              | 3              | 4              | Татьяна Торсунова, Илья Шоломицкий, Евгений Тамкович (тренер) |
| 2019      | 28             | 7              | 3              | 4              | Татьяна Торсунова, Илья Шоломицкий, Василий Тележкин (тренер) |
| 2020—2022 | не участвовали | не участвовали | не участвовали | не участвовали | не участвовали                                                |

(данные отсюда:)

### Квалификационные турниры кчемпионатам мира
| Год       | Место          | Игры           | Победы         | Поражения      | Состав (женщина, мужчина, тренер)                             |
| --------- | -------------- | -------------- | -------------- | -------------- | ------------------------------------------------------------- |
| 2019/2020 | 11             | 6              | 5              | 1              | Татьяна Торсунова, Илья Шоломицкий, Василий Тележкин (тренер) |
| 2022/2023 | не участвовали | не участвовали | не участвовали | не участвовали | не участвовали                                                |